# جيمس بويد (روائي)
جيمس بويد (بالإنجليزية: James Boyd)‏ (2 يوليو 1888 - 25 فبراير 1944)؛ روائي أمريكي.

## روابط خارجية
- جيمس بويد على موقع الموسوعة البريطانية (الإنجليزية)